# Nagycsepely
Nagycsepely je naselje u središnoj zapadnoj Mađarskoj.
Zauzima površinu od 19,80 km četvornih.

## Ime
Prema jednim tezama, ime dolazi od 1150. kad se spominje Sepel, ime koje je turskog ili slavenskog podrijetla. Prema nekim tezama dolazi od mađarskog cseplye ~ csepely.
Dodatak Nagy je dodan za velike upravne preorganizacije početkom 20. stoljeća.

## Zemljopisni položaj
Nalazi se na 46° 44' 58" sjeverne zemljopisne širine i 17° 50' 6" istočne zemljopisne dužine, 8 km jugoistočno od obale Blatnog jezera.
1 km istočno je Kötcse, 1,5 km sjeverozapadno je Teleki, 1,5 km sjeverno-sjeveroistočno je Szólad, 5 km jugoistočno je Somogymeggyes, 4 km južno je Karadin, 3,5 km jugozapadno je Visz, 5 km zapadno je Latran, a 4 km zapadno je Latranska pusta, zaštićeno područje.

## Upravna organizacija
Upravno pripada Balatonföldvárskoj mikroregiji u Šomođskoj županiji. Poštanski broj je 8628.

## Promet
4 km jugoistočno od Nagycsepelya prolazi željeznička pruga Kapuš-Siófok. Najbliža željeznička postaja je u Somogymeggyesu. 4 km zapadno od Nagycsepelya je državna cestovna prometnica br. 7, a 5 km sjeverozapadno državna autocesta M7 (europska prometnica E71).

## Stanovništvo
Nagycsepely ima 422 stanovnika (2001.). Skoro svi su Mađari, a u mjestu živi nešto malo izjašnjenih kao Roma ili Bajaša te Nijemaca.

## Vanjske poveznice
- (mađ.) Nagycsepelyről  Arhivirana inačica izvorne stranice od 15. svibnja 2006. (Wayback Machine)